# Шенихово
Шенихово (рос. Шенихово) — присілок в Островському районі Псковської області Російської Федерації.
Населення становить 13 осіб. Входить до складу муніципального утворення Островська волость.

## Історія
Від 2015 року входить до складу муніципального утворення Островська волость.

## Населення
| 2001 | 2002 | 2010 | 2013 |
| ---- | ---- | ---- | ---- |
| 16   | ↘9   | ↗11  | ↗13  |